# Хелянь Дін
Хелянь Дін (кит. трад.: 赫連定; піньїнь: Helian Ding; помер 432) — останній імператор Ся періоду Шістнадцяти держав,  великий шаньюй хунну.

## Життєпис
Був сином засновника династії Хелянь Бобо й молодшим братом свого попередника, Хелянь Чана. Після поразки останнього від Північної Вей 428 року Хелянь Дін зайняв трон і впродовж кількох років намагався відбивати атаки Північної Вей, утім до 430 року він втратив майже всі свої землі. 431 року Хелянь Дін спробував здійснити напад на Північну Лян і захопити її території, проте зазнав нищівної поразки, що поклала край існуванню держави Ся. Сам Хелянь Дін потрапив у полон. 432 року його було страчено за наказом імператора Тай У-ді.